# Nososticta xanthe
Nososticta xanthe är en trollsländeart som först beskrevs av Maurits Anne Lieftinck 1938.  Nososticta xanthe ingår i släktet Nososticta och familjen Protoneuridae. Inga underarter finns listade i Catalogue of Life.